# Slepče
Slepče (makedonska: Слепче) är en ort i Nordmakedonien. Den ligger i kommunen Demir Hisar, i den sydvästra delen av landet, 90 kilometer söder om huvudstaden Skopje. Slepče ligger 672 meter över havet och antalet invånare är 1 031.